# Louis Eugène Félix Néel
Louis Eugène Félix Néel (n. 22 noiembrie 1904, d. 17 noiembrie 2000) a fost un fizician francez. A studiat la Lycée du Parc din Lyon, orașul în care s-a născut și a fost admis la École normale supérieure în Paris. A primit (împreună cu astrofizicianul suedez Hannes Alfvén) Premiul Nobel pentru Fizică în 1970 pentru studiile sale de pionierat privind proprietățile magnetice ale solidelor. Contribuțiile sale în domeniul fizicii solidelor au găsit numeroase aplicații utile, în mod deosebit în dezvoltarea unităților de memorie pentru calculatoare. Prin anul 1930 a sugerat că ar putea exista un alt fel de comportament magnetic decât cele cunoscute, comportament denumit antiferomagnetism, opus ferimagnetismului. La temperaturi mai înalte decât o anumită limită (temperatura Néel) acest comportament încetează. Néel a arătat în 1947 că materialele pot prezenta și ferimagnetism. Néel a dat și o explicație pentru magnetismul slab al anumitor roci, făcând posibil studiul istoriei câmpului magnetic terestru.